# Steven Ma
Steven Ma Chun-wai (nacido el 26 de octubre de 1971) es un actor y cantante hongkonés. 

## Carrera
En 1993, firmó un contrato de grabación después de ganar el primer lugar en un concurso de canto anual en Hong Kong, después de lanzar su álbum debut titulado, "Lucky for Meeting You" (幸運 就是 遇到 你), en el mes de diciembre. 
No mucho tiempo después de su debut como cantante, se unió a la red televisiva de TVB y comenzó a trabajar como actor en dramas de televisión, después de alcanzar su fama a través de su interpretación de personaje secundario en el drama legal "File of Justice IV" de 1995. 
Muchas de sus obras en televisión, son críticamente aclamados y además populares en Hong Kong, China continental y el sudeste de Asia, en particular por otras series televisivas como Healing Hands (1998), Return of the Cuckoo (2000) y Where the Legend Begins (2002). 
Actualmente tiene un reconocimiento bajo el título de "Personaje favorito", con un total de cuatro premiaciones. Steven Ma es conocido por sus retratos de personajes históricos, sobre todo en muchos dramas de televisión.

## Filmografía

### Películas
| Año  | Película                 | Personaje | Notas |
| ---- | ------------------------ | --------- | ----- |
| 1996 | Lost and Found           |           |       |
| 2000 | When a Man Loves a Woman |           |       |
| 2000 | To Where He Belongs      | Fung      |       |
| 2001 | Doctor No...             | Lok       |       |
| 2005 | Snake Curse              | Kwan Wai  |       |
| 2014 | Next Station I Love You  |           |       |

### Televisión
| Año         | Título                                  | Personaje                               | Notas |
| ----------- | --------------------------------------- | --------------------------------------- | --- |
| 1993        | Mind Your Own Business                  | Wai                                     | |
| 1994        | Twilight Tubes                          |                                         | |
| 1994        | Hangzhou and Ninbo Tour Special Program | Himself                                 | Host |
| 1994        | Splendid Motherland                     | Himself                                 | Guest host |
| 1995        | File of Justice IV                      | Dr. Stephen Chan Cheuk-yiu              | |
| 1995        | When a Man Loves a Woman                | Steven Au-yeung Kam                     | |
| 1995        | America's Disneyland Tour               | Himself                                 | Host |
| 1995        | England Tour                            | Himself                                 | Host |
| 1996        | Behind the Beauty                       | Fung                                    | Television film |
| 1997        | File of Justice V                       | Dr. Stephen Chan Cheuk-yiu              | |
| 1997        | Metro of Appeal                         | himself                                 | Guest host |
| 1998        | The Duke of Mount Deer                  | Hong-hei Emperor                        | |
| 1998        | Healing Hands                           | Dr. Joe Cheung Ka-yu                    | |
| 1998        | ICAC Investigators 1998                 | Chiu Man-tak                            | Episode: "Special Passage" |
| 1998        | ICAC on Not-for-Sale Items              | Himself                                 | Host |
| 1999        | Ultra Protection                        | Kei Yin-jo                              | |
| 2000        | Return of the Cuckoo                    | Szeto Lai-shun                          | |
| 2000        | Healing Hands II                        | Dr. Joe Cheung Kar-yu                   | |
| 2001        | On the Track or Off                     | Kam Yuen                                | TVB Anniversary Award for My Top 13 Favourite Television Characters |
| 2001        | In the Realm of Success                 | Chu Ho-yin                              | |
| 2002        | Where the Legend Begins                 | Cho Chi-kin (Cho Chik)                  | TVB Anniversary Award for My Top 12 Favourite Television Characters Nominated – TVB Anniversary Award for Best Actor (Top 5)                                                                                       |
| 2003        | Perish in the Name of Love              | Chow Sai-hin                            | TVB Anniversary Award for My Top 12 Favourite Television Characters |
| 2003        | Better Halves                           | Chuen Ka-fuk                            | |
| 2004        | Cul-de-sac                              | Sung Ka-fai                             | Television film |
| 2004        | Dark Shadow                             | Au Ho-man / Choi Wing-kei / Lee Sai-kit | Television film |
| 2005        | Virtues of Harmony II                   | Ivan Sze Chi-shan                       | Sitcom regular Episodes 343–443 |
| 2006        | Safe Guards                             | Sheung Chi                              | TVB Anniversary Award for My Favourite Male Character Nominated – TVB Anniversary Award for Best Actor (Top 20) Nominated – TVB Anniversary Award for Most Improved Male Artiste                                   |
| 2006        | Land of Wealth                          | Cheung Shung-man                        | Hong Kong of the Decade: Wangyu Award for Best Dramatic Actor |
| 2006        | Zhaojun Chu Sai                         | Wang Mang                               | aka Wang Zhaojun Goes Beyond the Borders |
| 2007        | The Brink of Law                        | Tong Chi-ko                             | |
| 2007        | A Change of Destiny                     | Yuen Hei                                | |
| 2007        | Steps                                   | Ching Ka-jun                            | Nominated – TVB Anniversary Award for Best Actor (Top 10) Nominated – TVB Anniversary Award for My Favourite Male Character (Top 10) Nominated – Astro Drama Awards for Most Unforgettable Kiss (with Bernice Liu) |
| 2008        | The Gentle Crackdown II                 | Tse Wong-sheung                         | StarHub TVB Award for My Favourite Male TVB Character |
| 2008        | A Journey Called Life                   | Shing Yat-on                            | |
| 2009        | That Was Then                           | Himself                                 | Voice-over; 13 episodes Nominated – TVB Anniversary Award for Best Variety Show (Top 5) Nominated – TVB Anniversary Award for Most Enjoyable Programme (Top 5)                                                     |
| 2009        | Sweetness in the Salt                   | Nip Chi-yuen                            | Nominated – TVB Anniversary Award for Best Actor (Top 5) Nominated – TVB Anniversary Award for My Favourite Male Character (Top 10)                                                                                |
| 2009–10     | A Watchdog's Tale                       | Chow Yung-kung                          | Nominated – TVB Anniversary Award for My Favourite Male Character (Top 5) |
| 2010        | Apprentice Chef                         | Himself                                 | Host; 18 episodes Nominated – TVB Anniversary Award for Best Host (Top 5) |
| 2010        | Cupid Stupid                            | Chi Yat-po                              | Warehoused; released on DVD |
| 2010        | Ghost Writer                            | Po Chung-ling                           | Astro Drama Awards for My Top 10 Favourite TV Characters Nominated – TVB Anniversary Award for Best Actor (Top 5)                                                                                                  |
| 2010        | Links to Temptation                     | Wilson Shing Wai-shun                   | |
| 2011        | 7 Days in Life                          | Calvin Yik Cho-on                       | |
| 2011        | Book of Words 2                         | Himself                                 | Host; 28 episodes |
| 2011        | Apprentice Chef 2                       | Himself                                 | Host Nominated – TVB Anniversary Award for Best Host |
| 2011        | The Life and Times of a Sentinel        | Nip Dor-po/Kei Chun-kit/Prince Wing     | Nominated – TVB Anniversary Award for Best Actor (Top 15) Nominated – TVB Anniversary Award for My Favourite Male Character (Top 15)                                                                               |
| 2012        | Daddy Good Deeds                        | Lam Fat                                 | |
| 2012        | Legend of Yuan Empire Founder           | Liu Bingzhong                           | |
| 2012        | Yuen Yang Pei                           | Li Lai Fu / Tang Ting Xuan              | |
| 2014        | Storm in a Cocoon                       | Poon Ka Yeung                           | |
| 2016        | Demon Girl                              | Mo Yuan                                 | [ 1 ] |
| 2016 - 2017 | Demon Girl 2                            | Mo Yuan                                 | [ 2 ] |

## Discografía
- 1993: Lucky for Meeting You (幸運就是遇到你)
- 1994: Heading Towards You Now (這刻向你衝)
- 1995: Deep Passion – New Songs + Special Selection (濃情—新曲+精選)
- 1996: I Was Also Drunk Before (我也曾醉過) – Mandarin Chinese record
- 1997: Honey (蜜糖)
- 1998: DAYNIGHT
- 1999: Lifestyle
- 2000: Lifestyle II
- 2001: Give Me 3'07" (給我3'07")
- 2001: My Most Missed –  New Songs + Special Selection (我最關心—新歌+精選)
- 2002: Warner Best MV of 25 Years Karaoke VCD – Various Artist I (華納精采視聽25載卡拉OK VCD叱吒傳奇 – 叱吒群星I)
  - 05. "Long Nights, Many Dreams" (夜長夢多)
- 2002: Warner Best MV of 25 Years Karaoke VCD – Various Artist II (華納精采視聽25載卡拉OK VCD叱吒傳奇 – 叱吒群星II)
  - 11. "Don't Be Sad" (不再悲觀)
- 2002: Warner Best MV of 25 Years Karaoke VCD – Various Artist III (華納精采視聽25載卡拉OK VCD叱吒傳奇 – 叱吒群星III)
  - "Lucky for Meeting You" (幸運就是遇到你)
- 2002: Greatest Hits Steven – New Songs + Special Selection
- 2002: Don't Shut In & Self-Abuse (切勿自閉、糟蹋自己)
- 2003: New Princess Cheung-ping (新帝女花)
- 2003: My Theme Song (我的主題曲)
- 2006: EEG TVB Kids Song Selection (EEG TVB 兒歌大放送)
  - 11. "After School ICU" (After School ICU Theme)
- 2008: Love TV (Love TV 情歌精選)
  - 04. "Little Story" (A Journey Called Life Theme)
- 2009: Love TV 2 (Love TV 情歌精選 2)
  - 14. "How to Say Love" (Sweetness in the Salt Theme)

## Otras obras
| Año  | Obra                                                  | Personaje     | Notas                    |
| ---- | ----------------------------------------------------- | ------------- | ------------------------ |
| 1998 | Francis Yip and The Phil '98: Simply the Best Concert | Himself       | Live concert; guest star |
| 2000 | Fai Wong True Friendship 2000 Concert                 | Himself       | Live concert; guest star |
| 2007 | Hamlet                                                | Prince Hamlet | Stage play               |
| 2008 | Joyce Koi and HKCO III Concert                        | Himself       | Live concert; guest star |

## Canciones en televisióm
| Año  | Título                                        | TV series                        | Tipo         | Álbum                         | Otras notas               |
| 1995 | "Hoping to Love You Forever" (願望用一生愛你) | File of Justice IV               | Sub-theme    | Honey                         |                           |
| 1997 | "Not Suppose to Happen" (不應該發生)          | File of Justice V                | Sub-theme    | Honey                         |                           |
| 1998 | "The Skies Above" (頭頂一片天)                | The Duke of Mount Deer           | Ending theme | DAYNIGHT                      |                           |
| 1998 | "Once" (曾經幾許)                             | Healing Hands                    | Sub-theme    | DAYNIGHT                      |                           |
| 1998 | "Miss You Finally"                            | Healing Hands                    | Sub-theme    | DAYNIGHT                      |                           |
| 1999 | "Good Morning, Good Night" (早安晚安)         | Ultra Protection                 | Theme        | Lifestyle                     |                           |
| 2001 | "Wanting to Fly" (想飛)                       | On the Track of Off              | Theme        | Give Me 3'07"                 |                           |
| 2001 | "Let Me Go First" (讓我先走)                  | On the Track or Off              | Sub-theme    | Give Me 3'07"                 |                           |
| 2001 | "Caring You" (重視你)                         | In the Realm of Success          | Theme        | My Most Missed                |                           |
| 2001 | "My Most Missed" (我最關心)                   | In the Realm of Success          | Theme        | My Most Missed                |                           |
| 2002 | "Angel in the Water (水中仙)                  | Where the Legend Begins          | Theme        | Greatest Hits Steven          |                           |
| 2002 | "Flowing Sand (流沙)                          | Where the Legend Begins          | Ending theme | Greatest Hits Steven          | with Rain Lee             |
| 2003 | "Daughter's Fragrant Soul" (帝女芳魂)         | Perish in the Name of Love       | Theme        | New Princess Cheung-ping      | with Charmaine Sheh       |
| 2003 | "Confess" (錯認)                              | Perish in the Name of Love       | Ending theme | New Princess Cheung-ping      |                           |
| 2003 | "Soldiers and Chariots (兵車還)               | Perish in the Name of Love       | Sub-theme    | New Princess Cheung-ping      |                           |
| 2003 | "Good Men of the Lands" (萬民萬家都好漢)      | Perish in the Name of Love       | Sub-theme    | New Princess Cheung-ping      |                           |
| 2003 | "Beautiful Fate" (美麗緣份)                   | Better Halves                    | Theme        | My Theme Song                 |                           |
| 2003 | "Loving String" (情牽一線)                    | Better Halves                    | Sub-theme    | My Theme Song                 | with Maggie Cheung Ho-yee |
| 2006 | "Home of Friends" (會友之鄉)                  | Safe Guards                      | Theme        | Singing Every Year (唱旺年年) |                           |
| 2007 | "Breakthrough" (突圍)                         | At the Brink of Law              | Theme        | Singing Every Year            | with Ron Ng               |
| 2007 | "Counting Destiny" (天數)                     | A Change of Destiny              | Theme        |                               | with Joel Chan            |
| 2008 | "Wolf and Goat" (豺狼與羊)                    | The Gentle Crackdown II          | Theme        | Super Model (超模)            | with Yumiko Cheng         |
| 2008 | "Little Story" (小故事)                       | A Journey Called Life            | Theme        | Love TV                       | with Linda Chung          |
| 2009 | "How to Say Love" (愛怎麼說)                  | Sweetness in the Salt            | Theme        | Love TV 2                     | with Tavia Yeung          |
| 2009 | "A Watchdog's Tale" (老友狗狗)                | A Watchdog's Tale                | Theme        |                               | with Linda Chung          |
| 2010 | "Heard" (聽說)                                | Cupid Stupid                     | Theme        |                               |                           |
| 2010 | "Clear Thought" (心竅)                        | Ghost Writer                     | Theme        |                               |                           |
| 2011 | "Changing Sky" (變天)                         | The Life and Times of a Sentinel | Theme        |                               |                           |
| 2014 | "Heaven's Fate" (天意)                        | Storm in a Cocoon                | Theme        |                               |                           |